# Barrio de la Salud

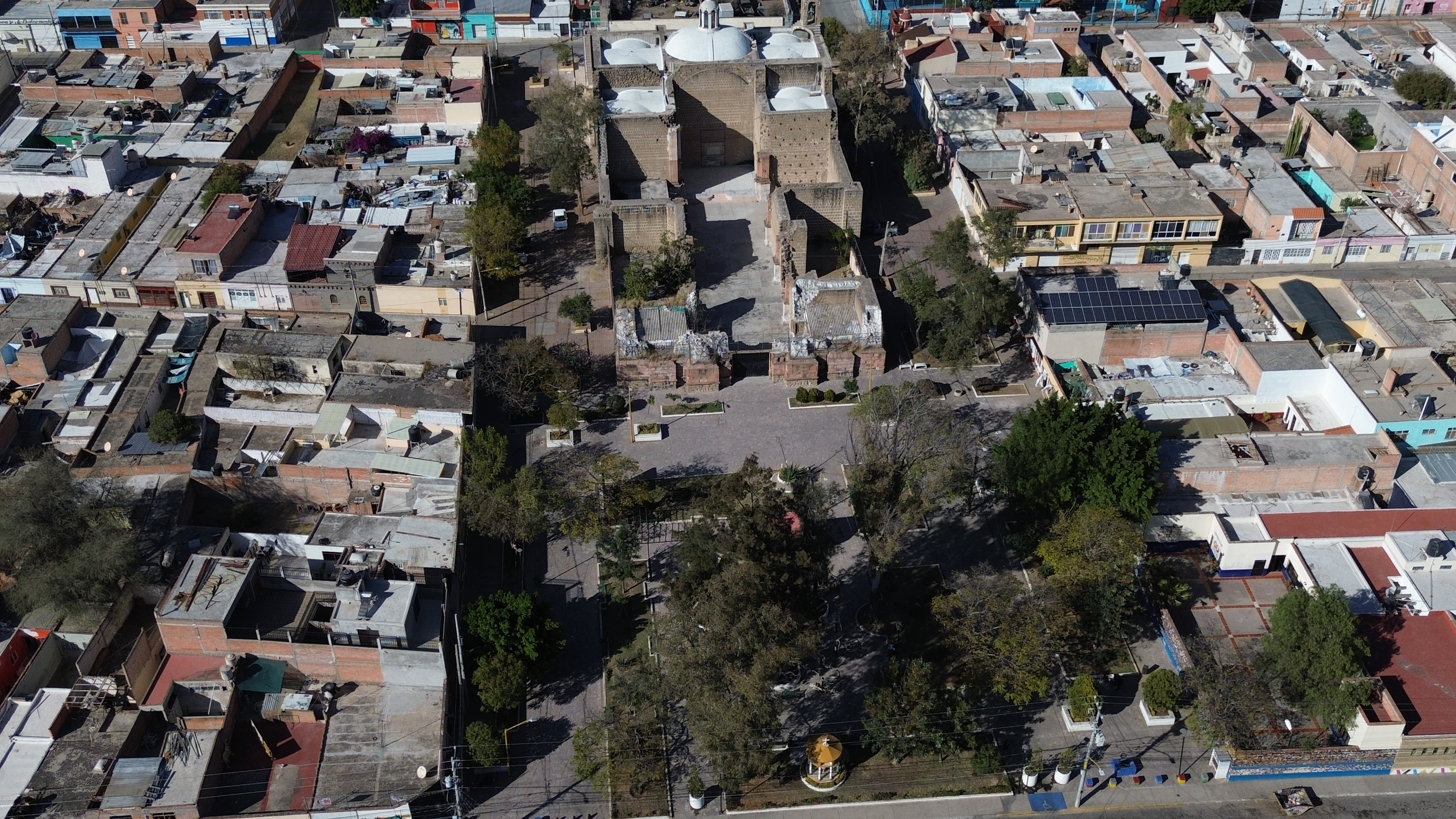
Templo del Señor de la Salud y jardín del Barrio de la Salud.

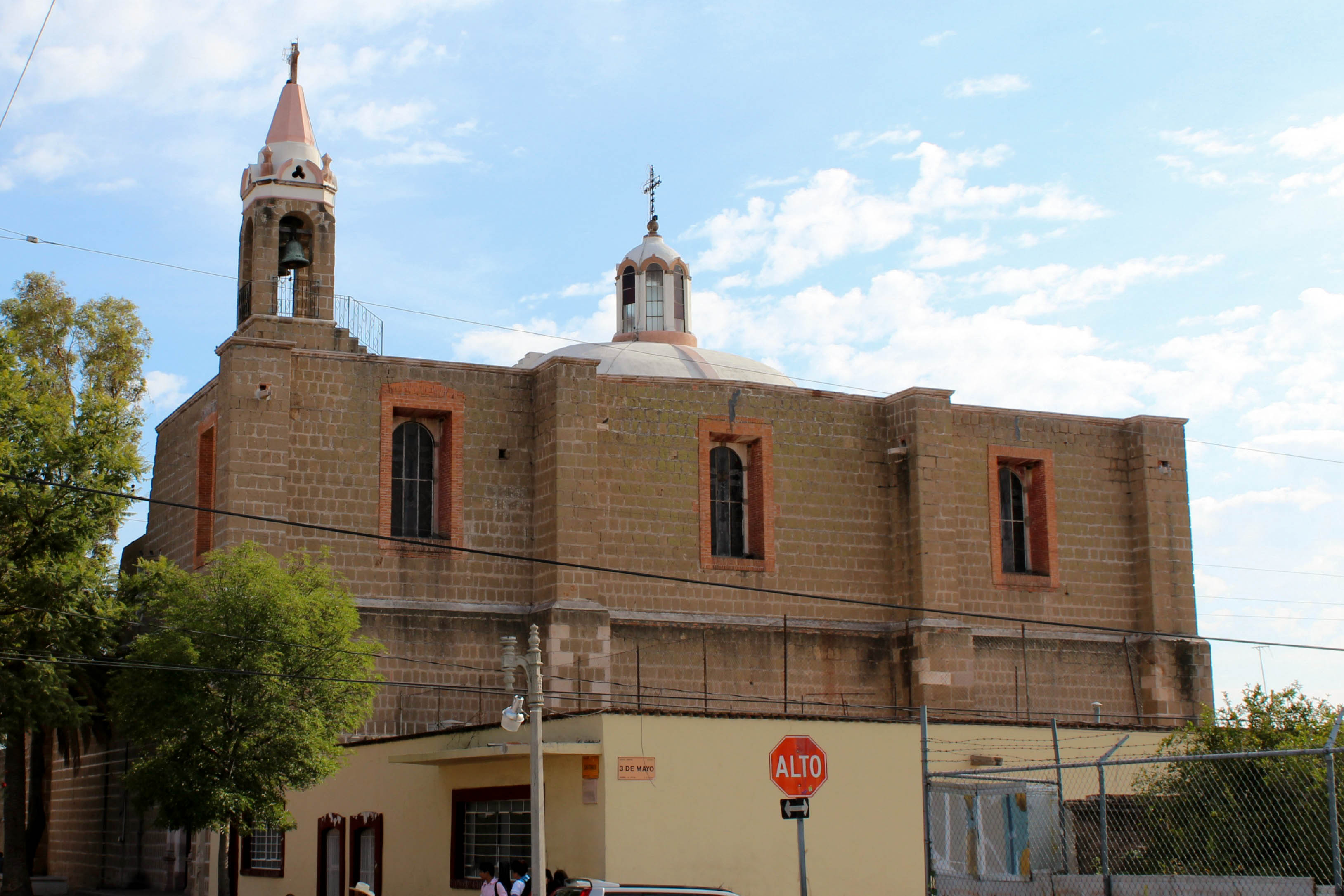
Templo del Señor de la Salud

El Barrio de La Salud es uno de los barrios fundacionales y de los más antiguos de la Ciudad de Aguascalientes en el estado de Aguascalientes, México.

## Historia
Se remonta a finales del siglo XVIII, cuando se abrió un nuevo cementerio debido a las epidemias y mortandad que asolaron a la villa en esos años. Este cementerio se encontraba al sur de la población, y junto a éste se construyó una capilla dedicada al señor de La Salud. Poco después, las primeras viviendas comenzaron a surgir, la mayor parte de ellas ocupadas por sepultureros y labradores de huertas. Debido a esto una de las principales ocupaciones de los habitantes de este barrio era el cultivo de huertas, lo cual hizo que la disposición de las viviendas fuera irregular.
El Panteón de la Salud es una rotonda de personajes ilustres, sin embargo, en sus inicios fue terreno con fosas de segunda y de tercera categorías debido a la pobreza del lugar. Dentro de la Rotonda de Hombres Ilustres descansan los restos de Jesús Terán, José Trinidad Vela, David Reynoso y Alejandro Topete del Valle.
Según Evangelina Terán, existen dos versiones de los orígenes del Barrio de la Salud, la primera se refiere a la fiebre Matlazáhuatl en el siglo XVIII, cuando se construyó el Panteón de la Salud; la otra versión hace referencia al año 1565, cuando Alfonso Ávalos de Saavedra y Hernán González Berrocal recibieron tierras equivalentes a 42 hectáreas, por lo que es posible que incluso este barrio apareciera antes que la misma Villa de la Asunción de las Aguas Calientes.
A principios del siglo XVI, según Ángel Hernández Arias, se construyó una capilla al sur del Barrio junto con las primeras viviendas; pero a petición de los vecinos en 1884, el arzobispo de Guadalajara autorizó la construcción de una capilla para el culto del Señor de la Salud, la cual fue bendecida en 1905, pero al poco tiempo fue cerrado.
El Barrio de la Salud celebra cada año, el tres de mayo o día de la Santa Cruz, su celebración principal, en donde el patrono Señor de la Salud recibe a sus fieles.